# Spahbod
Spahbod – perski tytuł oznaczający starszego oficera (dosł. "mistrz armii"), a w złożeniu Ērān Spāhbod odpowiadający marszałkowi polnemu. Tytuł znany co najmniej od czasów dynastii partyjskiej, Arsacydów. Spahbod posiadał szerokie uprawnienia, łącznie z prawem do negocjowania warunków pokoju. O potędze spahbodów świadczyć może fakt, że dwaj z nich, Bahram Czobin i Szarbaraz, zasiedli, jako uzurpatorzy, na tronie.
Sławnymi spahbodami byli:
- Suren
- Bahram Czobin
- Szarbaraz
- Rustem